# Schadensschwere
Schadensschwere bezeichnet das Ausmaß eines Schadens. 
In der Versicherungsbranche wird versucht, den finanziellen Gegenwert eines Schadens festzustellen. (Siehe auch Risikomanagement, Versicherungsmathematik)
Schäden können neben direkten materiellen Auswirkungen (finanzieller Schaden, z. B. beim Kreditrisiko,  Sachschaden) auch immaterielle Auswirkungen haben (z. B. Personenschäden, Zeitverluste). Sie werden daher oft in Versicherungstabellen erfasst und damit beziffert (Schwerbehindertentabelle usw.)
Bei der Softwareentwicklung werden Programmfehler nach ihrer Auswirkung beurteilt. Die Schadensschwere eines Fehlers wird unterteilt in:
- geringer Fehler, Schönheitsfehler (z. B. Rechtschreibfehler in der Bedienoberfläche, der den Programmablauf nicht stört)
- mittlerer Fehler (eine Funktion wird nicht so ausgeführt wie vorgesehen, z. B. wegen eines fehlerhaft implementierten Aufrufs.)
- schwerer Fehler  (wichtige Programmteile funktionieren nicht und es ist keine Abhilfe möglich, das System stürzt ab usw.)

Arbeitsschutz
Bei der Risikobewertung im Arbeitsschutz (siehe Risiko)
werden die Kriterien nach der Schadensschwere und Schadensdauer geordnet und bestimmten Gefährdungen zugeordnet:
- Leichter vorübergehender Gesundheitsschaden
- Vorübergehender Gesundheitsschaden
- Bleibender Gesundheitsschaden
- Schwerer bleibender Gesundheitsschaden

(Siehe auch Risikomatrix nach Nohl)
Bei der Leitmerkmalmethode (z. B. nach der Lastenhandhabungsverordnung) über bestimmte Kriterien der Arbeit werden Abschätzungen vorgenommen (z. B. Gewicht der gehandhabten Last, Alter und Geschlecht der Person). 